# كأس العالم للكريكيت 1996
كأس العالم للكريكيت 1996 (بالإنجليزية: 1996 Cricket World Cup)‏ هو الموسم 6 من  كأس العالم للكريكيت. أقيم خلال الفترة 1996 وحتى 17 مارس 1996، وأشرف على تنظيمه المجلس الدولي للكريكيت، وكان عدد الأندية المشاركة فيه  12. 